# Csoportos csészegomba
A csoportos csészegomba (Microstoma protractum) a Sarcoscyphaceae családba tartozó, az északi féltekén honos, élénk narancsvörös gombafaj.

## Megjelenése
A csoportos csészegomba termőteste 4-10 mm átmérőjű, nyeles csésze. A kehely kezdetben zárt, gömb alakú; később csillag alakban, hegyes karéjokkal felnyílik. A karéjok éle világos, sárgás. Kívül fehéren szőrös, belső termőrétege élénk narancsvörös vagy vérvörös színű. Húsa fehéres, szaga és íze nem jellegzetes. 
Nyele 2-4 cm hosszú és 2-3 mm vastag. Felülete szőrös, színe fehéres rózsaszín. Általában csoportosan fordul elő, 5-10 példány alul összenő; néha elágazó.
Spórapora fehér. Spórái ellipszis alakúak, simák, 2-4 olajcseppel, méretük 40-55 x 15-17,5 μm. 

### Hasonló fajok
Más élénkvörös színű csészegombákkal (piros csészegomba, narancsszínű csészegomba, osztrák csészegomba, narancssárga fülesgomba) lehet összetéveszteni.

## Elterjedése és életmódja
Eurázsiában és Észak-Amerikában honos.
Lombos vagy vegyes erdők talaján él, ahol a szerves korhadékokat bontja. Tavasszal és kora nyáron terem. 

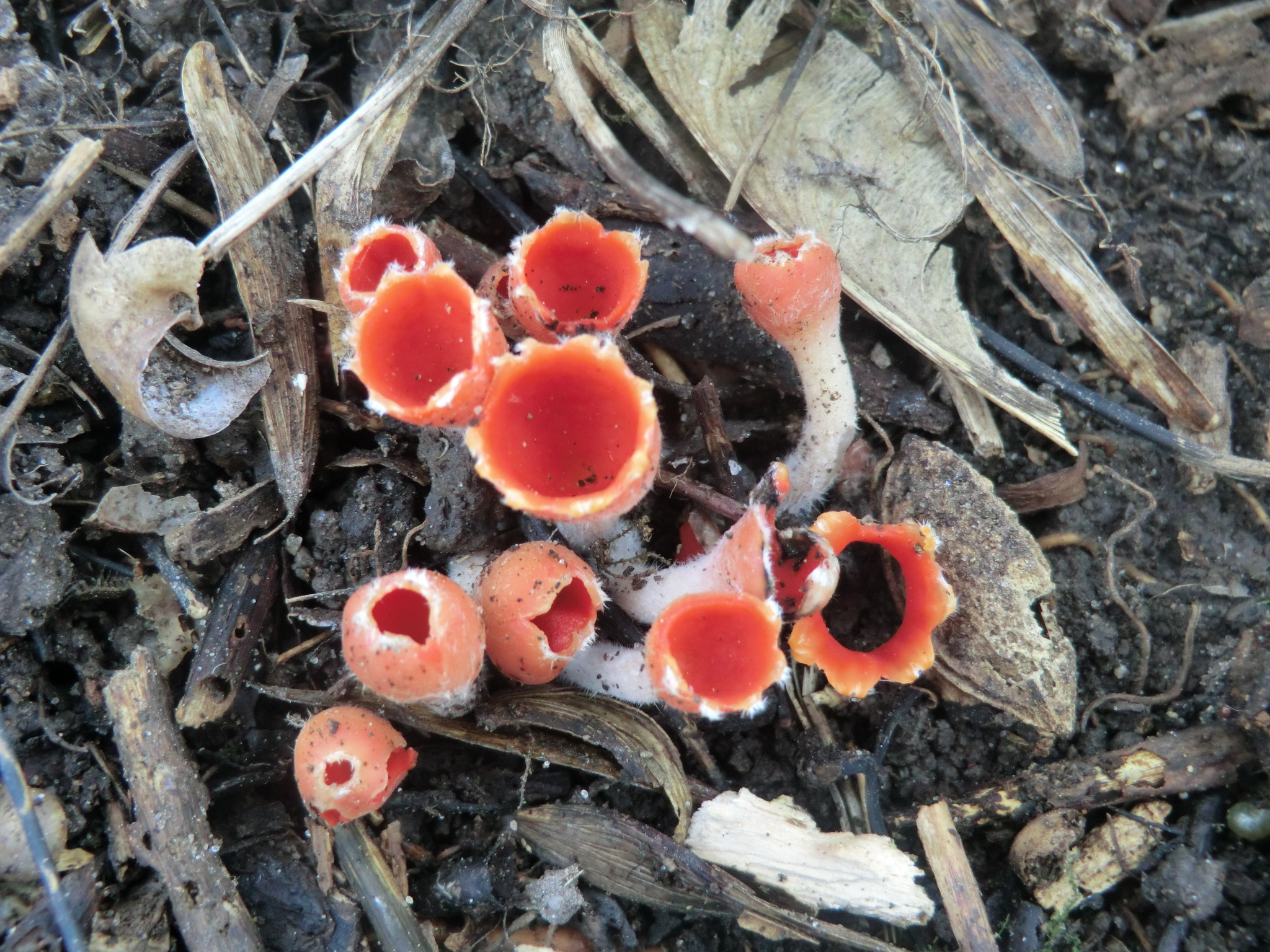
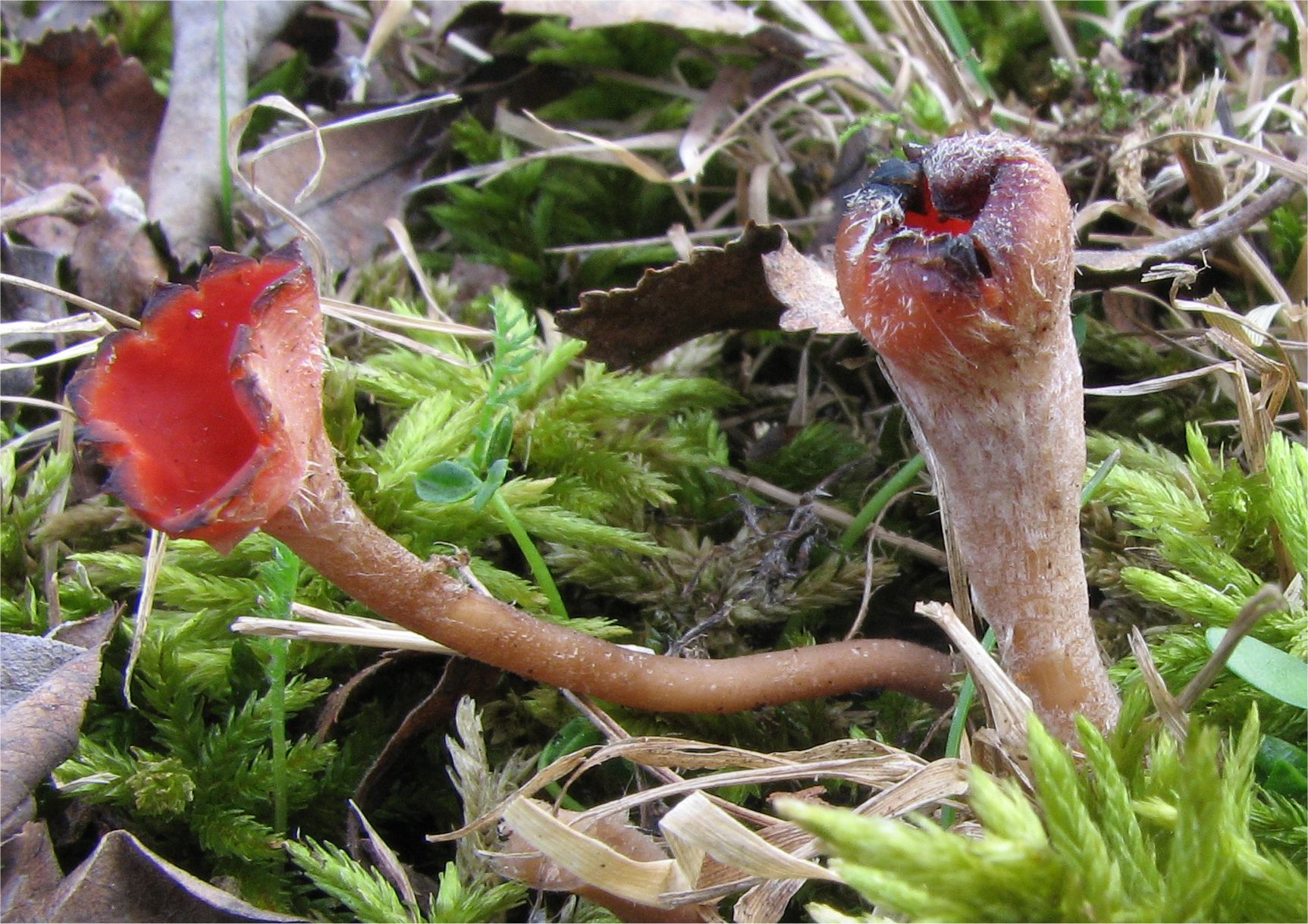
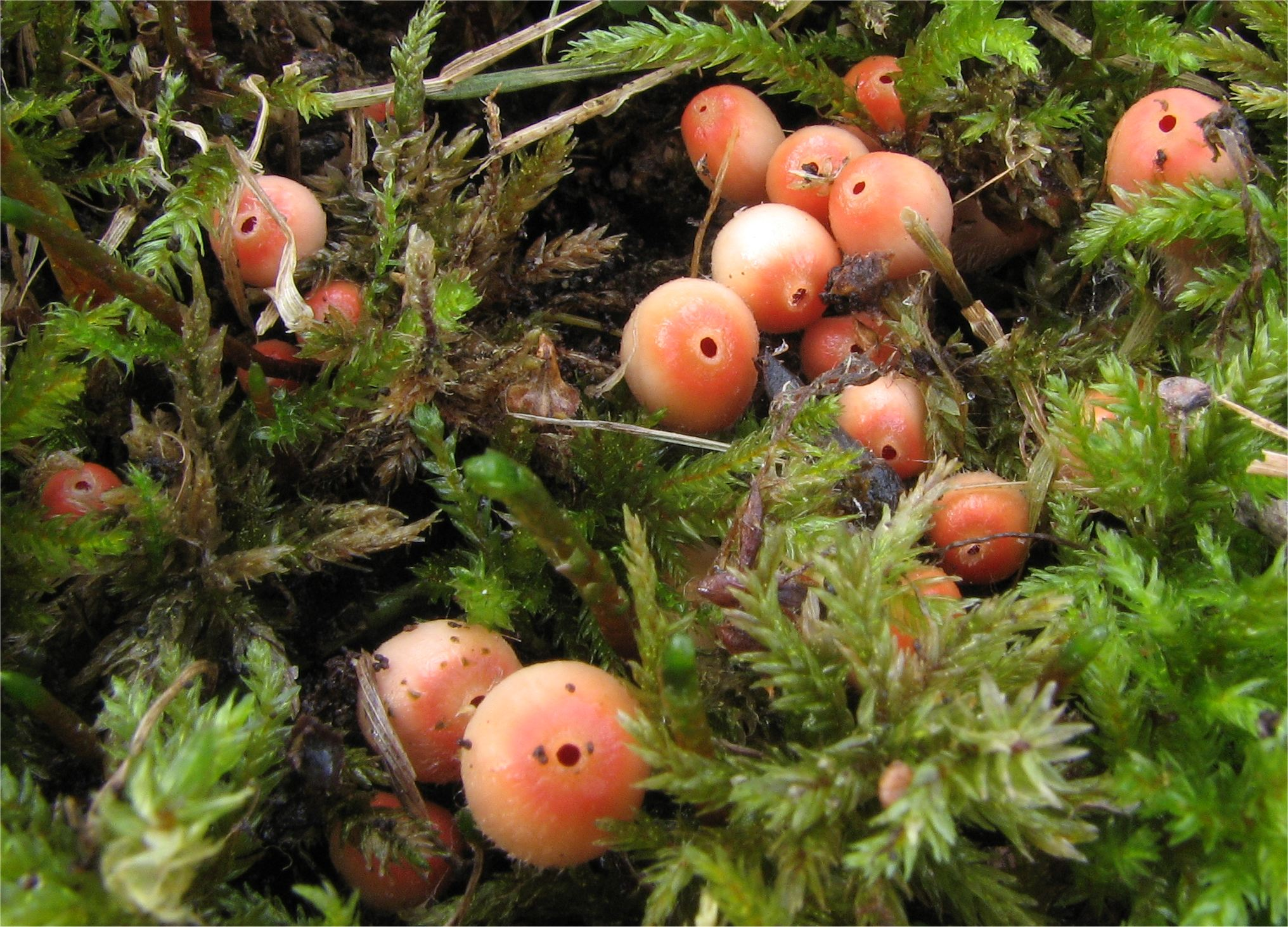

Nem ehető.